# Hermine Kettler
Hermine Kettler (Pseudonym Lüning; * 1. November 1881 in Lahr in Baden; † im 20. Jahrhundert) war eine deutsche Bibliothekarin, Lyrikerin und Schriftstellerin.

## Leben
Hermine Kettler wurde in der Gründerzeit des Deutschen Kaiserreichs 1881 geboren als Tochter des seinerzeit bei der Lahrer Zeitung als Schriftleiter beschäftigten Statistikers und Geographen Julius Kettler und dessen Cousine und Ehefrau, der späteren Frauenrechtlerin, Schulreformerin und Schriftstellerin Hedwig Kettler, geborene Reder. Sie war das erste von zwei Kindern der „sehr glücklichen Kettlerschen Ehe“ und Schwester der 1885 geborenen Elise Kettler.
Bereits zu Beginn des 20. Jahrhunderts war Hermine Kettler, die teilweise unter dem Pseudonym Lüning schrieb, eine bekannte Lyrikerin und viel gelesene Schriftstellerin. Ihre Mutter Hedwig gab 1910 Gedichte verschiedener Verfasser unter dem Titel Lieder aus Niedersachsen heraus, unter denen sich neben Jugendgedichten von Moritz Jahn unter anderem Werke von Lüning fanden, dem Pseudonym ihrer ältesten Tochter Hermine.
Zu Beginn der Weimarer Republik arbeitete Kettler in Berlin-Schöneberg als Hilfsbibliothekarin in der Städtischen Volksbücherei zu Schöneberg. Am 21. Januar 1920 legte sie in Göttingen an der Philosophischen Fakultät der dortigen Universität im Beisein ihres Referenten Albert Stimming ihre mündliche Prüfung zum Thema Sprache und Metrik der Destruction de Rome ab.

## Schriften (Auswahl)
- Sprache und Metrik der Destruction de Rome, Dissertation 1920 an der Philosophischen Fakultät der Universität Göttingen, Maschinenschrift, [o. O., o. D.], als Auszug wiedergegeben im Jahrbuch der Philosophischen Fakultät der Georg-August-Universität zu Göttingen ..., Bd. 1, S. 57–64
- Blühende Welt. Lieder und Balladen / Lüning, 82 Seiten in Frakturschrift, Papenburg (Ems): Verlag H. Rohr, [1918]; Inhaltsverzeichnis